# Liste des pièces commémoratives de 2 euros de 2025
Chronologie
2024 2026
Une pièce commémorative de 2 euros est une pièce de 2 euros frappée par un État membre de la zone euro ou par un des micro-États autorisés à frapper des pièces de monnaie libellées en euro, destinée à commémorer un événement historique ou célébrer un événement actuel important. Cet article répertorie les pièces annoncées pour l'année 2025.
Cette année marque l'arrêt de la production des pièces par la Monnaie de Finlande.

## Pièces émises
Pour un article plus général, voir Pièce commémorative de 2 euros.
| Allemagne                | Présidence de la Sarre au Bundesrat |                   |
|                          | Cette pièce est la troisième de la deuxième série de 16 pièces de 2 € commémoratives sur les Länder allemands Elle représente le méandre de la Sarre, courbe très célèbre de celle-ci entourée de forêts et de collines. En bas, le millésime "2025" à gauche de l'initiale du pays émetteur D (pour Deutschland)". Également en bas, la légende "SAARLAND (Sarre)". |                   |
| Graveur : Carsten Wolff  | \| Gravure sur la tranche : \| Date : \| Tirage : \| \| \| 16 janvier 2025 \| 30 000 000 pièces \| |                   |
| Gravure sur la tranche : | Date : | Tirage :          |
|                          | 16 janvier 2025 | 30 000 000 pièces |

| Allemagne                | 35e anniversaire de la Réunification allemande |
|                          | Les inscriptions "WIR SIND EIN VOLK" à gauche "(Nous sommes un peuple)" en français et "35 JAHRE DEUTSCHE EINHEIT" à droite "(35 ans d'unité allemande)" en français représentent la réunification allemande. Les bandes présentent au dessus et au dessous de ces inscriptions représentent le mur de Berlin. En haut, les inscriptions "TS" initiales du graveur Thomas Serres suivit au dessous par la lettre représentant l'atelier de fabrication. En bas, le millésime 2025 avec au dessus la lettre "D" en majuscule pour "Deutschland". |
| Graveur : Thomas Serres  | \| Gravure sur la tranche : \| Date : \| \| \| 25 septembre 2025 \| |
| Gravure sur la tranche : | Date : |
|                          | 25 septembre 2025 |

| Belgique               | 90e anniversaire de la Loterie nationale, |
|                        | Au centre du dessin figure la représentation allégorique classique de la bonne fortune, la déesse Fortuna, portant la corne d'abondance. Sur les parties droite et inférieure du dessin figurent quatre trèfles à quatre feuilles, un autre symbole universel de chance. Derrière Fortuna, on peut observer le logo actuel de la Loterie nationale. Sur la partie gauche de la pièce figure le texte «loterie nationale loterij». Les pièces devant être frappées par la Monnaie royale des Pays-Bas, la marque d’atelier de l'Hôtel des monnaies d'Utrecht (un caducée) est représentée en dessous de l’année de délivrance, à côté de la marque d’atelier du commissaire des monnaies belge (une fleur d’aster devant une fiole Erlenmeyer). Six numéros sont imprimés sur chaque coincard et un tirage au sort a désigné 150 gagnants qui remportent un pièce en qualité Belle épreuve. |
| Graveur : Iris Bruijns | \| Date : \| Tirage : \| \| 23 janvier 2025 \| 1 150 000 pièces \| |
| Date :                 | Tirage : |
| 23 janvier 2025        | 1 150 000 pièces |

| Espagne                  | Inscription de la vieille ville de Salamanque au patrimoine mondial de l’Unesco, |                  |
|                          | Cette pièce est la seizième d'une série de pièces commémoratives sur les sites espagnols inscrits au patrimoine mondial de l'UNESCO. Le dessin représente une vue du Couvent San Esteban. En haut à droite figurent le mot SALAMANCA en lettres majuscules |                  |
| Graveur :                | \| Gravure sur la tranche : \| Date : \| Tirage : \| \| \| 2025 \| 2 000 000 pièces \| |                  |
| Gravure sur la tranche : | Date : | Tirage :         |
|                          | 2025 | 2 000 000 pièces |

| Estonie   | 500e anniversaire du premier texte imprimé en estonien |
|           |                                                        |
| Graveur : | \| Date : \| Tirage : \| \| 2025 \| pièces \|          |
| Date :    | Tirage :                                               |
| 2025      | pièces                                                 |

| Finlande                 | Visites d'État en Finlande - Diplomatie et politique étrangère, |                |
|                          | Sur le dessin figure la représentation abstraite d’une porte, à la forme rectangulaire et à la finition brillante, symbolisant les visites d'État. Le rectangle présente une partie supérieure arrondie qui suit le bord de la pièce. Sur la partie inférieure et à droite, la surface est rainurée avec des lignes horizontales, coupées par une forme circulaire. |                |
| Graveur :                | \| Gravure sur la tranche : \| Date : \| Tirage : \| \| \| 2025 \| 204 000 pièces \| |                |
| Gravure sur la tranche : | Date : | Tirage :       |
|                          | 2025 | 204 000 pièces |

| France                   | Musée du Louvre, |                |
|                          | Le dessin représente la Colonnade de Perrault, associée au plan emblématique du labyrinthe des salles du musée. À l'arrière-plan, le pyramidion et la structure de la grande pyramide illustrent le caractère traditionnel et contemporain du Louvre. |                |
| Graveur :                | \| Gravure sur la tranche : \| Date : \| Tirage : \| \| \| 18 mars 2025 \| 315 000 pièces \| |                |
| Gravure sur la tranche : | Date : | Tirage :       |
|                          | 18 mars 2025 | 315 000 pièces |

| Italie                   | Année jubilaire 2025 |                  |
|                          | Au centre du dessin figure une représentation de la Porte Sainte située dans la basilique Saint-Pierre. En haut de la pièce, en demi-cercle, figure l'inscription «IUBILAEUM». Ce demi-cercle est complété par une série de poissons alternativement pleins et vides, symbole du christianisme, rejoignant les extrémités de l’inscription. |                  |
| Graveur : Claudia Momoni | \| Gravure sur la tranche : \| Date : \| Tirage : \| \| \| 5 février 2025 \| 3 000 000 pièces \| |                  |
| Gravure sur la tranche : | Date : | Tirage :         |
|                          | 5 février 2025 | 3 000 000 pièces |

| Italie                      | Tour du monde 2023-2025 du voilier-école Amerigo Vespucci |                  |
|                             | Au centre du dessin figure une représentation de l'Amerigo Vespucci, un navire-école qui fend les vagues, toutes voiles déployées. En arc de cercle, sur la partie gauche, figure la mention «Amerigo Vespucci Tour Mondiale 2023-2025» |                  |
| Graveur : Emanuele Ferretti | \| Gravure sur la tranche : \| Date : \| Tirage : \| \| \| 9 mars 2025 \| 3 000 000 pièces \| |                  |
| Gravure sur la tranche :    | Date : | Tirage :         |
|                             | 9 mars 2025 | 3 000 000 pièces |

| Lituanie                 | Défense de l'État lituanien |                  |
|                          | Le dessin représente les contours de la Lituanie. Les frontières de l’État sont hérissées d’épines stylisées qui forment une barrière et symbolisent une défense à la fois holistique et mobilisant l’ensemble de la société. L’image du hérisson évoque également l’ouverture et la fragilité des sociétés libres, qu’il est essentiel de défendre contre les menaces extérieures. La Lituanie est symbolisée par un hérisson toujours prêt à se défendre. |                  |
| Graveur :                | \| Gravure sur la tranche : \| Date : \| Tirage : \| \| \| 27 mars 2025 \| 1 000 000 pièces \| |                  |
| Gravure sur la tranche : | Date : | Tirage :         |
|                          | 27 mars 2025 | 1 000 000 pièces |

| Luxembourg               | 25e anniversaire de la l'accession au trône du grand-duc Henri                       |                |
|                          |                                                                                      |                |
| Graveur :                | \| Gravure sur la tranche : \| Date : \| Tirage : \| \| \| 2025 \| 120 000 pièces \| |                |
| Gravure sur la tranche : | Date :                                                                               | Tirage :       |
|                          | 2025                                                                                 | 120 000 pièces |

| Monaco                   | Comté de Carladès, ancien fief historique des Grimaldi                                      |               |
|                          |                                                                                             |               |
| Graveur :                | \| Gravure sur la tranche : \| Date : \| Tirage : \| \| \| 16 juin 2025 \| 15 000 pièces \| |               |
| Gravure sur la tranche : | Date :                                                                                      | Tirage :      |
|                          | 16 juin 2025                                                                                | 15 000 pièces |

| Saint-Marin              | Année sainte - Jubilé de l'Espérance                                                        |               |
|                          |                                                                                             |               |
| Graveur :                | \| Gravure sur la tranche : \| Date : \| Tirage : \| \| \| 27 mars 2025 \| 56 000 pièces \| |               |
| Gravure sur la tranche : | Date :                                                                                      | Tirage :      |
|                          | 27 mars 2025                                                                                | 56 000 pièces |

| Slovaquie | 100e anniversaire du premier championnat d'Europe de hockey sur glace en Tchécoslovaquie. |
|           |                                                                                           |
| Graveur : | \| Date : \| \| 2024 \|                                                                   |
| Date :    |                                                                                           |
| 2024      |                                                                                           |

## Pièces annoncées
| Andorre                  | Jeux des petits États d'Europe 2025                               |
|                          |                                                                   |
| Graveur :                | \| Gravure sur la tranche : \| Tirage : \| \| \| 60 000 pièces \| |
| Gravure sur la tranche : | Tirage :                                                          |
|                          | 60 000 pièces                                                     |

| Andorre                  | Gypaète barbu                                                     |
|                          |                                                                   |
| Graveur :                | \| Gravure sur la tranche : \| Tirage : \| \| \| 60 000 pièces \| |
| Gravure sur la tranche : | Tirage :                                                          |
|                          | 60 000 pièces                                                     |

| Belgique               | Circuit de Spa-Francorchamps                                    |
|                        |                                                                 |
| Graveur : Iris Bruijns | \| Date : \| Tirage : \| \| 2 juillet 2025 \| 150 000 pièces \| |
| Date :                 | Tirage :                                                        |
| 2 juillet 2025         | 150 000 pièces                                                  |

| Croatie                  | Arènes de Pula                                             |
|                          |                                                            |
| Graveur :                | \| Gravure sur la tranche : \| Tirage : \| \| \| pièces \| |
| Gravure sur la tranche : | Tirage :                                                   |
|                          | pièces                                                     |

| Croatie                  | 1100 ans du Royaume de Croatie et le couronnement du roi Tomislav Ier |
|                          |                                                                       |
| Graveur :                | \| Gravure sur la tranche : \| Tirage : \| \| \| pièces \|            |
| Gravure sur la tranche : | Tirage :                                                              |
|                          | pièces                                                                |

| Finlande                 | 100 ans des Jeux d'Athlétisme finlando-suédois                               |          |
|                          |                                                                              |          |
| Graveur :                | \| Gravure sur la tranche : \| Date : \| Tirage : \| \| \| 2025 \| pièces \| |          |
| Gravure sur la tranche : | Date :                                                                       | Tirage : |
|                          | 2025                                                                         | pièces   |

| France                   | Cathédrale Notre-Dame de Paris                             |
|                          |                                                            |
| Graveur :                | \| Gravure sur la tranche : \| Tirage : \| \| \| pièces \| |
| Gravure sur la tranche : | Tirage :                                                   |
|                          | pièces                                                     |

| Grèce                    | 100e anniversaire de la naissance de Míkis Theodorákis                               |                |
|                          |                                                                                      |                |
| Graveur :                | \| Gravure sur la tranche : \| Date : \| Tirage : \| \| \| 2025 \| 750 000 pièces \| |                |
| Gravure sur la tranche : | Date :                                                                               | Tirage :       |
|                          | 2025                                                                                 | 750 000 pièces |

| Grèce                    | 200e anniversaire de la mort de Laskarína Bouboulína                                 |                |
|                          |                                                                                      |                |
| Graveur :                | \| Gravure sur la tranche : \| Date : \| Tirage : \| \| \| 2025 \| 750 000 pièces \| |                |
| Gravure sur la tranche : | Date :                                                                               | Tirage :       |
|                          | 2025                                                                                 | 750 000 pièces |

| Lettonie  | Sélonie                                               |
|           |                                                       |
| Graveur : | \| Date : \| Tirage : \| \| 2025 \| 413 000 pièces \| |
| Date :    | Tirage :                                              |
| 2025      | 413 000 pièces                                        |

| Lituanie                 | Petite Lituanie |                  |
|                          | Cette pièce est la dernière d'une série de 5 pièces de 2 € commémoratives sur les régions ethnographiques de Lituanie. |                  |
| Graveur :                | \| Gravure sur la tranche : \| Date : \| Tirage : \| \| \| 2025 \| 1 000 000 pièces \|                                 |                  |
| Gravure sur la tranche : | Date : | Tirage :         |
|                          | 2025 | 1 000 000 pièces |

| Luxembourg               | 75e anniversaire de la Déclaration Schuman                                           |                |
|                          |                                                                                      |                |
| Graveur :                | \| Gravure sur la tranche : \| Date : \| Tirage : \| \| \| 2025 \| 120 000 pièces \| |                |
| Gravure sur la tranche : | Date :                                                                               | Tirage :       |
|                          | 2025                                                                                 | 120 000 pièces |

| Malte                    | Ville fortifiée de Mdina                                           |
|                          |                                                                    |
| Graveur :                | \| Gravure sur la tranche : \| Tirage : \| \| \| 140 000 pièces \| |
| Gravure sur la tranche : | Tirage :                                                           |
|                          | 140 000 pièces                                                     |

| Malte                    | Bœuf maltais                                                       |
|                          |                                                                    |
| Graveur :                | \| Gravure sur la tranche : \| Tirage : \| \| \| 140 000 pièces \| |
| Gravure sur la tranche : | Tirage :                                                           |
|                          | 140 000 pièces                                                     |

| Monaco                   | Seigneurie des Baux, ancien fief historique des Grimaldi                            |               |
|                          |                                                                                     |               |
| Graveur :                | \| Gravure sur la tranche : \| Date : \| Tirage : \| \| \| 2025 \| 15 000 pièces \| |               |
| Gravure sur la tranche : | Date :                                                                              | Tirage :      |
|                          | 2025                                                                                | 15 000 pièces |

| Portugal                 | Développement durable |
|                          | Le dessin consiste en une représentation de la planète Terre, entourée de la légende «Desenvolvimento Sustentável» (Développement durable); sur les bords gauche et supérieur, une guirlande de 17 ensembles de feuilles disposées en triangle suggérant le symbole universel du recyclage, en référence aux 17 objectifs du programme de développement durable à l’horizon 2030 |
| Graveur :                | \| Gravure sur la tranche : \| Tirage : \| \| \| 515 000 pièces \| |
| Gravure sur la tranche : | Tirage : |
|                          | 515 000 pièces |

| Portugal                 | Mouvement scout                                                    |
|                          |                                                                    |
| Graveur :                | \| Gravure sur la tranche : \| Tirage : \| \| \| 515 000 pièces \| |
| Gravure sur la tranche : | Tirage :                                                           |
|                          | 515 000 pièces                                                     |

| Saint-Marin               | 550e anniversaire de la naissance de Michel-Ange |               |
|                           | Au centre de la pièce figure un détail de «Cléopâtre», un dessin de Michelangelo Buonarroti conservé à la Fondation Casa Buonarroti (Florence). À gauche se trouvent l’inscription «MICHELANGELO» en demi-cercle, le sigle «R» désignant la Monnaie de Rome ainsi que l’année «1475» |               |
| Graveur : Silvia Petrassi | \| Gravure sur la tranche : \| Date : \| Tirage : \| \| \| 2025 \| 56 000 pièces \| |               |
| Gravure sur la tranche :  | Date : | Tirage :      |
|                           | 2025 | 56 000 pièces |

| Slovénie                 | 100e anniversaire de la naissance de Miki Muster (en)                        |          |
|                          |                                                                              |          |
| Graveur :                | \| Gravure sur la tranche : \| Date : \| Tirage : \| \| \| 2024 \| pièces \| |          |
| Gravure sur la tranche : | Date :                                                                       | Tirage : |
|                          | 2024                                                                         | pièces   |

| Vatican                  | Année jubilaire 2025 |               |
|                          | Le dessin représente l'ouverture de la Porte Sainte de la basilique Saint-Pierre. À droite figurent, verticalement, l'inscription latine «IVBILAEUM» (Jubilée) et l'année «2025». |               |
| Graveur : Daniela Longo  | \| Gravure sur la tranche : \| Date : \| Tirage : \| \| \| 2025 \| 91 000 pièces \|                                                                                               |               |
| Gravure sur la tranche : | Date : | Tirage :      |
|                          | 2025 | 91 000 pièces |

| Vatican                  | 550e anniversaire de la naissance de Michel-Ange |               |
|                          | Le dessin représente le dôme de la basilique Saint-Pierre, conçu par Michel-Ange, qui y a travaillé jusqu’à sa mort en 1564. En dessous, une partie de la voûte de la chapelle Sixtine, que Michel-Ange a structurée et couverte de fresques. À gauche figurent, verticalement, la signature autographe de Michel-Ange «michelagniolo». L’inscription «CITTA’ DEL VATICANO», indiquant l’État d’émission, est disposée en arc au-dessus du dôme. Juste en dessous figurent l'année de naissance de Michel-Ange, «1475», et le millésime, «2025». |               |
| Graveur : Daniela Longo  | \| Gravure sur la tranche : \| Date : \| Tirage : \| \| \| 2025 \| 80 000 pièces \| |               |
| Gravure sur la tranche : | Date : | Tirage :      |
|                          | 2025 | 80 000 pièces |

| Vatican                  | Siège vacant 2025                                                               |
|                          | Le dessin représente les armoires du cardinal camerlingue lors du siège vacant. |
| Graveur :                | \| Gravure sur la tranche : \| Date : \| \| \| 2025 \|                          |
| Gravure sur la tranche : | Date :                                                                          |
|                          | 2025                                                                            |